# أموري هانسن
أموري هانسن (بالدنماركية: Amory Scheel)‏ هي لاعب كرة مضرب دنماركية، ولدت في 24 فبراير 1887 في كوبنهاغن في الدنمارك، وتوفي بنفس المكان في 6 أكتوبر 1961.

## وصلات خارجية
- أموري هانسن على موقع الاتحاد الدولي لكرة المضرب (الإنجليزية)
- أموري هانسن على موقع اللجنة الأولمبية الدولية (الإنجليزية)
- أموري هانسن على موقع أوليمبيديا (الإنجليزية)